# Потёмкин, Сергей Дмитриевич
Сергей Дмитриевич Потёмкин (1694 — 18 (29) февраля 1772, с. Никольское-Колчево Московского у.) — участник Северной войны, коллежский советник, дальний родственник фаворита императрицы Екатерины II, светлейшего князя Г. А. Потёмкина-Таврического.
Сын стольника Дмитрия Фёдоровича Потёмкина (1673—16.05.1748), помещика Московского уезда и московского домовладельца, ландрата (1717), воеводы Вологодской провинции (1724), обер-директора Московской акцизной конторы, коллежского советника (16.05.1729), советника Дворцовой конюшенной канцелярии (до 31.12.1731), уволенного «вовсе от дел», с пожалованием чина статского советника (22.12.1740).

## Биография
Участник Северной войны: в службу «из недорослей» записан в октябре 1712 солдатом 1-го полковника И. А. фон Менгдена гренадерского пехотного полка (ранее и позднее — 1-й полковника Д. Я. Бильса гренадерский пехотный полк, впоследствии — Углицкий пехотный полк), в котором служил вместе с 6-юродным дядей — Александром Васильевичем Потёмкиным (1673—1746), отцом светлейшего князя Г. А. Потёмкина-Таврического. Участвовал в Гельсингфорском походе галерного флота под командой ген.-адмирала графа Ф. М. Апраксина (1713); при взятии Боргово (Борго; Бургов) 14.05.1713; при взятии Гельсингфорса и преследовании шведов в команде ген.-майора Чернышева (22.-23.05.1713); за операцию пожалован унтер-офицером (урядником); произведен подпоручиком того же полка в июне 1713; в походе и взятии Або (17.-28.08.1713) и при штурме «транжементов» шведов под Пелкиной киркой (по берегам р. Пелкина) 17.10.1713, в команде ген.-майора Головина, был ранен; в 1714 в Гангутском сражении и в походе от Гангута к Аланду, и до Ваэ, в команде ген.-адмирала гр. Ф. М. Апраксина; пожалован поручиком того же полка с 3.11.1714; тем же чином поручика полка в 1714—1722; капитан в 1722—1726; с 7.07.1726 отставлен от военной службы, с пожалованием чина армии майора.
Участник дворцового переворота 1730, был в числе подписавших «проект Секиотова (большинства)» о восстановлении самодержавия императрицы Анны Иоанновны. После отставки с военной службы определён к статским делам: асессором служил товарищем воеводы Калужской провинции (13.03.1727—1731); рентмейстер (начальник) С.-Петербургской рентереи в 1731; назначение 22.09.1732 квартирьером (квартиргером) Главной полицеймейстерской канцелярии в С.-Петербурге, по прошению, было отменено с 22.12.1732, «за болезнями майора Потемкина и о представлении на его место другого»; уволен в отставку с 3.01.1733, с чином коллежского советника; назначение товарищем сборщика «для взыскания и правежа доимок» счетной комиссии в Новгородскую губернию не состоялось (7.05.1733).

## Семья. Родственные связи
По отзывам современников, С. Д. Потёмкин был «человек низкой, злой души», который «прославился» интригами против матери светлейшего князя Г. А. Потёмкина-Таврического — Дарьи Васильевны, урождённой Кафтыревой, в первом браке Скуратовой (1704—1780).
- Первый брак

С 31.01.1718 поручик С. Д. Потёмкин состоял в первом браке с урождённой девицей Пелагеей Лукиничной Чириковой (? — не позднее 1725), дочерью обер-штер-кригс-комиссара, товарища генерал-пленипотенциар-кригс-комиссара, ген.-майора Л. С. Чирикова, от которой имел сына Александра. Приданое невесты: «алмазного и низанья, платья и всякого скрабу — по цене на тысячю на семьсот рублев, да на деревню восемьсот рублев, да пятьсот червонных золотых».
Дети от первого брака
- - Александр Сергеевич Потёмкин (? — не ранее 30.04.1772) — отставной армии премьер-майор (с 1.01.1767 из полковых адъютантов лейб-гвардии Семёновского полка). Дальний родственник (7-юродный племянник[6]) светлейшего князя графа Г. А. Потёмкина — Таврического.
- Второй брак

С 20.05.1725 капитан С. Д. Потёмкин сговорился с урождённой девицей Марией Ивановной Кашаевой (?—?), родной сестрой Ирины Ивановны Мошковой и свояченицей её мужа, Её Величества гоф-юнкера Василия Ивановича Мошкова. Приданое невесты: «платья и низанья и всяких вещей — по цене на две тысячи рублев, да денег десять тысяч рублев». Во втором сговоре обращает на себя внимание большая сумма денежной части приданого невесты.
- Третий брак

Третьим браком, не ранее 1737, был женат на вдове Анне Михайловне Головленковой (? — до 30.04.1772), урождённой княжне Кропоткиной, в первом браке (5.05.1732) бывшей замужем за каптенармусом Иваном Васильевичем Головленковым (? — до 1737), сыном стольника Василия Фёдоровича Головленкова, помещика Московского, Ржевского, Рязанского и Суздальского уездов. Вдова А. М. Головленкова в 1737 унаследовала от первого мужа родовую вотчину Головленковых — село Спасское (Лапино тож), на речке Клязьме, Бохова стана Московского уезда, и деревню Шатрище (сц. Шатрищи), на реке Оке, Старорязанского стана Рязанского уезда, в коем ей принадлежало, по 3-й ревизии — 1764, крепостных 85 душ мужского пола. Согласно наследственного дела 1772 года, о взыскании с родных братьев — майора Петра, поручика лейб-гвардии Семёновского полка Павла и корнета лейб-гвардии Конного полка Михаила, вексельных претензий, по поручительству умершей их матери — Анны Михайловны Потёмкиной, братья Потёмкины, равно как и их сводный брат — майор Александр, пасынок А. М. Потёмкиной, отказались от принятия наследства матери и мачехи, чтобы не принимать на себя обязательств по её долгам.
Дети от второго брака
- - Пётр Сергеевич Потёмкин (1742—1796) — армии полковник. Дальний родственник (7-юродный племянник или, по необоснованным мнениям генеалогов 19-го века,- 3-юродный брат) светлейшего князя Г. А. Потёмкина-Таврического, зять члена Малороссийской коллегии, тайного советника С. В. Кочубея. В службе с 1762; благодаря семейным связям, из секунд-майоров 30.12.1768 пожалован в генеральский штаб, генералс-адъютантом в чине премьер-майора при ген.-фельдмаршале графе К. Г. Разумовском; с 1769 в той же должности в чине подполковника; с 25.09.1771 пожалован полковником Новотроицкого кирасирского полка (25.09.1771 — 28.06.1777), шефом которого с 19.07.1775 был назначен ген.-аншеф князь Г. А. Потёмкин; имел патент на чин полковника Санкт-Петербургского легиона, выданный в 1772, без указания предыдущего чинопроизводства; упоминается полковником Смоленской шляхты в 1777. Единокровный брат, по отцу, майора Александра Сергеевича Потёмкина. В 1765 из Глухова тайно от отца невесты увёз 14-летнюю девицу Надежду Семёновну Кочубей, с которой, без родительского благословения, обвенчался в церкви села Есмани Глуховской сотни. Полковница Н. С. Потёмкина, урождённая Кочубей (1751—1800, c. Песчаное Полтавской губ.), в 1763 помещица слободы Надежда (села Надежда), на речке Сухой Голтве, Решетиловской сотни Полтавского полка, была дочерью Семёна Васильевича Кочубея (1725 — 13.12.1779) — бунчукового товарища (1743), полковника Нежинского гарнизона с 29.03.1746, генерального обозного Запорожского войска с 15.10.1751, назначенного с 10.11.1764 членом Малороссийской коллегии, с производством в чин армии ген.-майора, пожалованного 26.01.1767 кавалером ордена Святой Анны и 1.07.1775 произведённого в чин тайного советника, с увольнением в двухгодичный отпуск, фактически — до своей кончины, крупного помещика Полтавского, Нежинского и Глуховского уездов.
  - Павел Сергеевич Потёмкин (1743—1796) — наместник Кавказа, ген.-аншеф русской армии, георгиевский кавалер, возведенный в графское достоинство. Дальний родственник (7-юродный племянник или, по необоснованным мнениям генеалогов 19-го века,- 3-юродный брат) светлейшего князя Г. А. Потёмкина-Таврического.
  - Михаил Сергеевич Потёмкин (1744—1791) — ген.-поручи, ген.-кригс-комиссар, георгиевский кавалер, унаследовавший родовое поместье Потёмкиных, село Никольское-Колчево (Голохвастово тож) в Московском уезде. Дальний родственник (7-юродный племянник или, по необоснованным мнениям генеалогов 19-го века,- 3-юродный брат ) светлейшего князя Г. А. Потёмкина-Таврического.

## Помещичьи владения
По офицерской сказке от 9.03.1720, в период Северной войны поместий и вотчин за ним не было, позже показан помещиком с. Покровского (Потёмкино тож) Засоловского стана Крапивенского уезда Тульской провинции, в коем своим иждивением в 1761 построил каменный храм во имя Покрова Пресвятые Богородицы. За ним же в 1768 унаследованное от родителей родовое поместье Потёмкиных (с. Никольское, Колчево-Голохвастово тож), на речке Олешенке, Замыцского стана Московского уезда (позднее — в Подольском уезде), в коем, по третьей ревизии — 1764, было 143 мужского пола крепостных душ. Московский домовладелец, владел большим участком земли (4 га) на углу между Земляным валом и Большой Калужской улицей. Наследовал в 1752 половину двора родной сестры — Анны Дмитриевны Синявиной, урождённой Потёмкиной (1702—1752), супруги бригадира Ивана Акимовича Сенявина, на стрелецкой земле, в приходе церкви Спаса Преображения Господа, что в Наливках, а вторую часть двора наследовал И. А. Сенявин.